# 아카데미 미술상
아카데미 미술상(영어: Academy Award for Best Production Design)은 영화에서 미술 작업으로 인정받는 상이다. 본래 상의 이름은 (영어: Best Art Direction)이였으나, 영화 예술 과학 아카데미 (AMPAS)의 미술 감독 지부가 디자이너 지부로 개명함에 따라 제85회 아카데미상이 치러진 2012년에 현재의 명칭으로 바뀌었다. 1947년 이래로 세트 데코레이터들과 상을 공유하고 있다. 이 상은 영화에서 가장 우수한 영화내 디자인을 한 영화에게 주어지는 상이다.